# Struan Stevenson
Struan John Stirton Stevenson (Ballantrae, 4 aprile 1948) è un politico scozzese, europarlamentare dal 1999 al 2014.
Struan John Stirton Stevenson (nato il 4 aprile 1948 a Ballantrae, in Scozia) è un politico scozzese. Dal 1999 al 2014 è stato deputato conservatore scozzese al Parlamento europeo (MEP), presidente e vicepresidente della commissione per la pesca, nonché membro dell'esecutivo del Partito Conservatore Scozzese. Era a capo delle relazioni del Parlamento europeo con l'Iraq, Stevenson è anche il presidente dell'Associazione internazionale degli amici dell'Iran libero (FoFI).
Stevenson è il presidente della European Iraqi Freedom Association (EIFA) e il coordinatore della Campagna per Cambiare l'Iran. È editorialista per il quotidiano Herald e conferenziere internazionale sui diritti umani. È amministratore delegato di Scottish Business UK (SBUK), un gruppo commerciale pro-unione. Ha studiato alla Strathallan Independent School e al West of Scotland Agricultural College.

## Carriera politica
Stevenson ha frequentato il West of Scotland Agricultural College e inizialmente ha gestito la fattoria di famiglia prima di entrare in politica. La sua carriera politica è iniziata come consigliere locale per 22 anni, sedendo nel South Ayrshire Council e nel suo organo predecessore, il Kyle and Carrick District Council. Si è candidato alle elezioni del Parlamento alle elezioni del 1987, alle elezioni del 1992 e alle elezioni del 1997. È stato poi eletto al Parlamento europeo nel 1999 e ha mantenuto il suo seggio nel 2004 e nel 2009. Si è ritirato dal Parlamento europeo alle elezioni del 2014.

## Vita privata
La moglie di Stevenson, Pat, è un'ex redattrice della BBC Radio Scotland. Hanno due figli e tre nipoti. Stevenson proviene da una famiglia con legami storici, incluso un legame con Robert Louis Stevenson, l'autore de L'isola del tesoro .